# Esteban González Pons

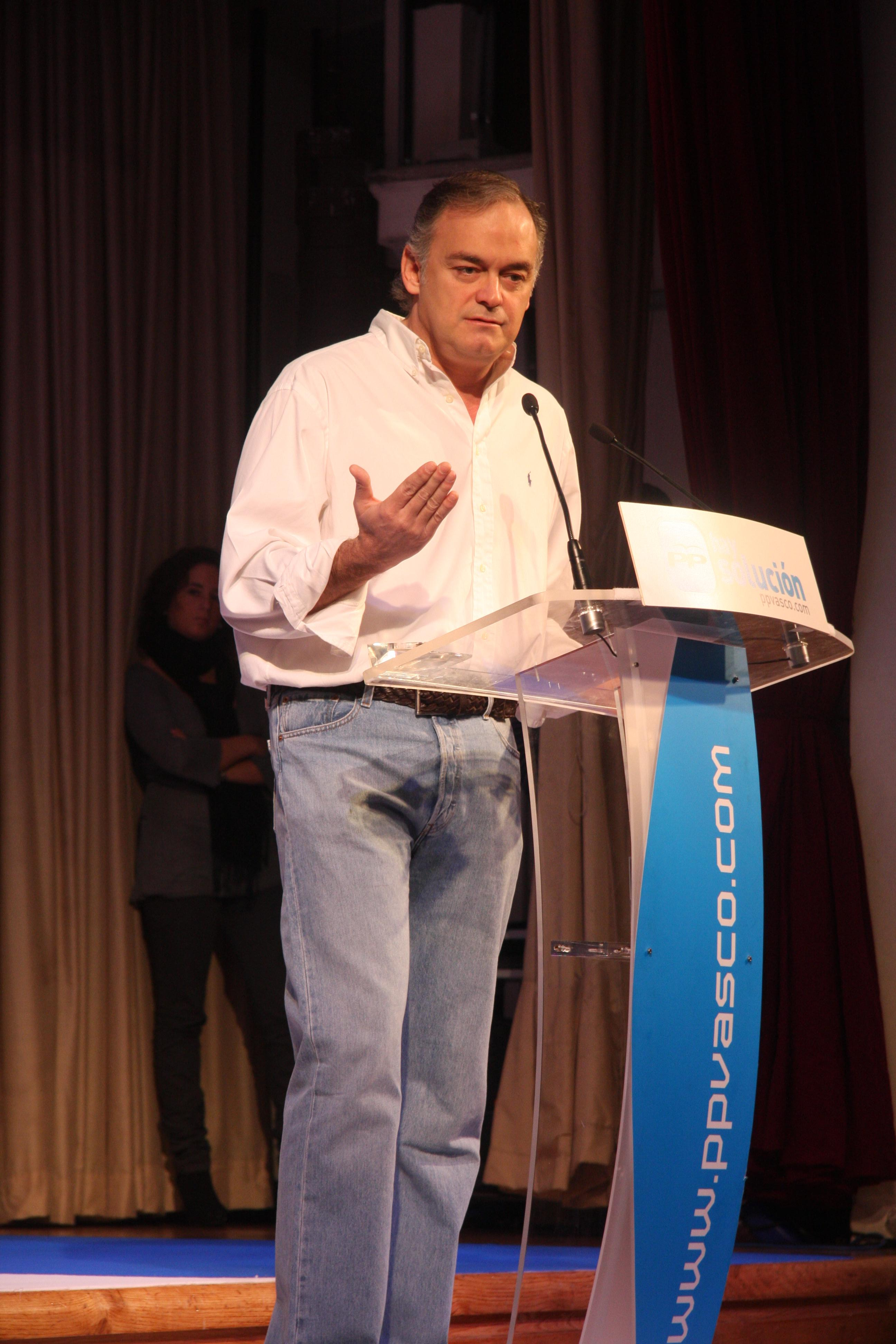
González Pons op een bijeenkomst in het Baskenland (2009)

Esteban González Pons (Valencia, 21 augustus 1964) is een Spaanse advocaat, politicus en afgevaardigde in het congres voor de Partido Popular (PP).
González Pons is afgestudeerd in de rechtsgeleerdheid en gepromoveerd in constitutioneel recht aan de Universiteit van Valencia. Hij is verkozen als senator in de verkiezingen van 1993, die van 1996 en die van 2000 voor de kieskring Valencia. In 2003 staat hij zijn zetel in de senaat af om in de regering van de Valenciaanse gemeenschap raadsheer van cultuur, onderwijs en sport te worden. Achtereenvolgens zal hij in de regionale regering onder Francisco Camps ook de posten van institutionele relaties en communicatie, en die van ruimtelijke ordening en volkshuisvesting vervullen. In 2007 is wordt hij woordvoerder van de PP in de Cortes Valencianas, maar ook die post verlaat hij als hij tijdens de parlementsverkiezingen van 2008 voor Valencia verkozen wordt in het Congres van Afgevaardigden.
González Pons heeft voornamelijk zijn sporen verdient door zijn felle kritiek op premier Zapatero, maar in zijn welbespraaktheid draaft hij ook wel een door: zo heeft hij ooit 3,5 miljoen nieuwe banen beloofd en de stemmers op rivaal PSOE (de Spaanse socialistische arbeiderspartij) idioten genoemd.
- Biblioteca Nacional de España: XX1743104
- Virtual International Authority File: 231308645